# 경상북도의 사찰 목록
경상북도의 사찰 목록은 문화관광부의 2005년 5월 자 자료를 기본으로 하여 빠진 내용을 추가한 것들이다.
- 각화사 - 경상북도 봉화군 춘양면 석현리 559 (조계종)
- 감응사 - 경상북도 성주군 월항면 대산리 56 (조계종)
- 갑장사 - 경상북도 상주시 지천동 산5 (조계종)
- 개목사 - 경상북도 안동시 서후면 태장리 888 (조계종)
- 거동사 - 경상북도 영천시 자양면 보현 1683 (조계종)
- 경산포교당 - 경상북도 경산시 삼북동 61 (조계종)
- 경흥사 - 경상북도 경산시 남천면 산전리 806 (조계종)
- 고방사 - 경상북도 김천시 농소면 봉곡리 485 (조계종)
- 고석사 - 경상북도 포항시 남구 장기면 방산2리 887 (조계종)
- 고운사 - 경상북도 의성군 단촌면 구계리  (조계종)
- 곤로사 - 경상북도 영주시 풍기읍 삼가리 391 (조계종)
- 관음사 - 경상북도 고령군 고령읍 연조리 206 (조계종)
- 광덕사 - 경상북도 상주시 외남면 구서리 산2-1 (법화종)
- 광흥사 - 경상북도 안동시 서후면 재품리 813 (조계종)
- 금곡사 - 경상북도 칠곡군 가산면 금화리 274 (조계종)
- 금정사 - 경상북도 경주시 서면 천촌리 852 (조계종)
- 금천사 - 경상북도 구미시 무을면 백자길 154 (염불종)
- 기림사 - 경상북도 경주시 양북면 호암리 419 (조계종)
- 김용사 - 경상북도 문경시 산북면 김용리 410 (조계종)
- 남장사 - 경상북도 상주시 남장동 502 (조계종)
- 대곡사 - 경상북도 의성군 다인면 봉정리 894 (조계종)
- 대둔사 - 경상북도 구미시 옥성면 옥관리 1090 (조계종)
- 대둔사 - 경상북도 칠곡군 가산면 가산리 242 (조계종)
- 대비사 - 경상북도 청도군 금천면 박곡리 795 (조계종)
- 대산사 - 경상북도 청도군 각남면 옥산리 1134 (조계종)
- 대승사 - 경상북도 문경시 산북면 전두리 8 (조계종)
- 대운암 - 경상북도 청도군 청도읍 유호리 산1 (조계종)
- 대적사 - 경상북도 청도군 화양읍 송금리 156 (조계종)
- 대전사 - 경상북도 청송군 부동면 상의리 200 (조계종)
- 덕사 - 경상북도 청도군 화양읍 소라리 산1 (조계종)
- 도덕암 - 경상북도 칠곡군 동명면 구덕리 20-5 (조계종)
- 도리사 - 경상북도 구미시 해평면 송곡리 403 (조계종)
- 동악사 - 경상북도 예천군 예천읍 동본리 487 (태고종)
- 동해사 - 경상북도 상주시 서곡동 227-3 (조계종)
- 만장사 - 경상북도 의성군 비안면 산제리 1429 (조계종)
- 망월사 - 경상북도 경주시 배동 490 (원효종)
- 명봉사 - 경상북도 예천군 상리면 명봉리 501 (조계종)
- 모운사 - 경상북도 안동시 남후면 겸암리 596 (조계종)
- 몽운사 - 경상북도 포항시 남구 동해면 금광리 46-1 (조계종)
- 묘각사 - 경상북도 영천시 자양면 용화리 산9 (조계종)
- 무학사 - 경상북도 포항시 북구 기계면 문성리 산8-1 (조계종)
- 반룡사 - 경상북도 경산시 용성면 용전리 118 (조계종)
- 반룡사 - 경상북도 고령군 쌍림면 용리 187 (조계종)
- 반암사 - 경상북도 포항시 남구 동해면 고당리 736 (법화종)
- 백률사 - 경상북도 경주시 동천동 406 (조계종)
- 법광사 - 경상북도 포항시 북구 신광면 상읍리 875 (법화종)
- 법륜사 - 경상북도 구미시 선산읍 죽장리 162 (조계종)

- 보경사 - 경상북도 포항시 북구 송라면 증산리 622 (조계종)
- 보광사 - 경상북도 청송군 청송읍 덕리 429 (조계종)
- 보덕암 - 경상북도 경주시 양남면 나산리 848-1 (조계종)
- 보리사 - 경상북도 경주시 배반동 산66 (조계종)
- 보문사 - 경상북도 예천군 보문면 수계리 158 (조계종)
- 보천사 - 경상북도 구미시 해평면 해평리 526 (조계종)
- 보현사 - 경상북도 청도군 청도읍 고수리 611-1  (태고종)
- 봉곡사 - 경상북도 김천시 대덕면 조룡리 881 (조계종)
- 봉림사 - 경상북도 영천시 화북면 자천리 2372 (조계종)
- 봉서사 - 경상북도 안동시 북후면 옹천리 764 (조계종)
- 봉암사 - 경상북도 문경시 가은읍 원복리 485 (조계종)
- 봉정사 - 경상북도 안동시 서후면 태장리 901 (조계종)
- 봉황사 - 경상북도 안동시 임동면 수곡리 563 (조계종)
- 부귀암 - 경상북도 영천시 신령면 왕산리 산1050 (조계종)
- 부석사 - 경상북도 영주시 부석면 복지리 148 (조계종))
- 북장사 - 경상북도 상주시 내서면 북장리 38 (조계종)
- 분황사 - 경상북도 경주시 구황동 312 (조계종)
- 불국사 - 경상북도 경주시 진현동 15 (조계종)
- 불굴사 - 경상북도 경산시 와촌면 강학리 5 (조계종)
- 불영사 - 경상북도 울진군 서면 하원리 120 (조계종)
- 불영사 - 경상북도 청도군 매전면 용산리 산93 (조계종)
- 상주포교당 - 경상북도 상주시 서성동 63 (조계종)
- 서악사 - 경상북도 안동시 태화동 605-1 (조계종)
- 서악사 - 경상북도 예천군 예천읍 대심리 산13 (조계종)
- 석굴암 - 경상북도 경주시 진현동 999 (조계종)
- 석수암 - 경상북도 안동시 안기동 276 (조계종)
- 석탑사 - 경상북도 안동시 북후면 석탑리 837 (조계종)
- 선본사 - 경상북도 경산시 와촌면 대한리 587 (조계종)
- 선봉선원 - 경상북도 칠곡군 북삼면 숭오리 산1 (선학원)
- 선석사 - 경상북도 성주군 월항면 인촌리 217 (조계종)
- 선찰사 - 경상북도 안동시 길안면 천지리 574-3 (조계종)
- 성혈사 - 경상북도 영주시 순흥면 덕현리 277 (조계종)
- 송림사 - 경상북도 칠곡군 동명면 구덕리 91-6 (조계종)
- 수다사 - 경상북도 구미시 무을면 상송리 12 (조계종)
- 수도사 - 경상북도 영천시 신령면 치산리 312 (조계종)
- 수정사 - 경상북도 의성군 금성면 수정리 산1 (조계종)
- 수정사 - 경상북도 청송군 파천면 송강리 2 (조계종)
- 신둔사 - 경상북도 청도군 화양읍 동천리 산657 (조계종)
- 신영포교당 - 경상북도 영천시 신령면 완전리 769 (조계종)
- 신흥사 - 경상북도 김천시 농소면 봉곡리 15 (조계종)
- 신흥사 - 경상북도 상주시 화북면 신흥리 526 (조계종)
- 신흥사 - 경상북도 영천시 금호읍 신월리 204-7 (조계종)
- 심원사 - 경상북도 문경시 농암면 내서리 산8 (조계종)
- 안흥사 - 경상북도 경산시 상방동 71 (조계종)
- 약사암 - 경상북도 구미시 남통동 산 33-1 (조계종)
- 연미사 - 경상북도 안동시 이천동 708-4 (조계종)
- 연수암 - 경상북도 상주시 연원동 195 (조계종)
- 연지암 - 경상북도 경주시 외동읍 활성리 378 (조계종)
- 영명사 - 경상북도 칠곡군 북삼면 숭오리 산31 (조계종)
- 영봉사 - 경상북도 안동시 북후면 석탑리 1032 (조계종)
- 영주포교당 - 경상북도 영주시 영주4동 411-2 (조계종)
- 영지사 - 경상북도 영천시 대창면 용호리 14 (조계종)
- 영천포교당 - 경상북도 영천시 교촌동 237 (조계종)
- 오어사 - 경상북도 포항시 남구 오천읍 항사리 34 (조계종)
- 옥련사 - 경상북도 의성군 안평면 삼춘리 1011 (조계종)
- 옥산사 - 경상북도 안동시 북후면 장기리 산14 (태고종)
- 용담사 - 경상북도 안동시 길안면 금곡리 83 (조계종)
- 용문사 - 경상북도 예천군 용문면 내지리 391 (조계종)
- 용천사 - 경상북도 청도군 각북면 오산리 1062 (조계종)
- 용화사 - 경상북도 김천시 봉산면 덕천리 502 (조계종)
- 용화사 - 경상북도 상주시 함창읍 증촌리 258-3 (조계종)
- 용흥사 - 경상북도 상주시 지천동 713 (조계종)
- 운람사 - 경상북도 의성군 안평면 신안리 806 (조계종)
- 운문사 - 경상북도 청도군 운문면 신원리 1789 (조계종)
- 운암사 - 경상북도 문경시 불정동 342 (조계종)
- 원각사 - 경상북도 구미시 선산읍 노상리 159 (조계종)
- 원적사 - 경상북도 문경시 농암면 내서리 산1 (조계종)
- 원효암 - 경상북도 경산시 와촌면 대한리 382 (조계종)
- 유금사 - 경상북도 영덕군 병곡면 금곡리 815 (조계종)
- 유석사 - 경상북도 영주시 풍기읍 창락2리 산 36 (조계종)
- 유하사 - 경상북도 안동시 와룡면 가구리 79 (조계종)
- 은해사 - 경상북도 영천시 청통면 치일리 479 (조계종)
- 일출사 - 경상북도 안동시 녹전면 녹래리 741 (조계종)
- 일출선원 - 경상북도 포항시 남구 동해면 중산리 산36 (천태종)
- 임정사 - 경상북도 성주군 성주읍 경산리 105 (교화원)
- 임허사 - 경상북도 포항시 북구 홍해읍 옥성리 131 (조계종)
- 장안사 - 경상북도 예천군 용궁면 향석리 산54 (조계종)
- 장육사 - 경상북도 영덕군 창수면 갈천리 120 (조계종)
- 적천사 - 경상북도 청도군 청도읍 원리 981 (조계종)
- 정수암 - 경상북도 의성군 구천면 장국리  (조계종)
- 제석사 - 경상북도 경산시 자인면 북사리 226-1 (조계종)
- 주사암 - 경상북도 경주시 서면 천촌리 1195 (조계종)
- 주월사 - 경상북도 의성군 사곡면 양지리53 (조계종)
- 죽림사 - 경상북도 영천시 금호읍 봉죽리 67 (조계종)
- 죽림사 - 경상북도 청도군 화양읍 신봉리 산495 (조계종)
- 지림사 - 경상북도 봉화군 물야면 북지리 657-3 (무소속)
- 지장사 - 경상북도 의성군 안사면 월소리 559 (조계종)
- 직지사 - 경상북도 김천시 대항면 운수리 216 (조계종)
- 진불사 - 경상북도 포항시 남구 동해면 중흥리 80 (태고종)
- 진불암 - 경상북도 영천시 신령면 치산리 산308-3 (조계종)
- 진월사 - 경상북도 영주시 평은면 용혈리 1104 (조계종)
- 천곡사 - 경상북도 포항시 북구 홍해읍 학천리 796 (조계종)
- 천룡사 - 경상북도 경주시 내남면 용장리 887 (대각회)
- 천룡사 - 경상북도 경주시 내남면 용장리 산 138 (조계종)
- 천성사 - 경상북도 봉화군 봉성면 금봉리 261 (태고종)
- 천성암 - 경상북도 경산시 와촌면 대한리 산12 (법화종)
- 청계사 - 경상북도 상주시 화서면 하송리 310-2 (법화종)
- 청량사 - 경상북도 봉화군 명호면 북곡리 247 (조계종)
- 청룡사 - 경상북도 상주시 중동면 오상리 산200 (법화종)
- 청룡사 - 경상북도 예천군 용문면 선리 521 (조계종)
- 청송포교당 - 경상북도 청송군 청송읍 월막리 317-5 (조계종)
- 청암사 - 경상북도 김천시 증산면 평촌리 216 (조계종)
- 초암사 - 경상북도 영주시 순흥면 배점리 524 (조계종)
- 축서사 - 경상북도 봉화군 물야면 개단리 1 (조계종)
- 하양포교당 - 경상북도 경산시 하양읍 도리리 91-2 (조계종)
- 학림사 - 경상북도 김천시 개령면 동부리 434 (조계종)
- 한광사 - 경상북도 영천시 신령면 화남리 499 (법왕종)
- 한천사 - 경상북도 예천군 감천면 증거리 184 (조계종)
- 해봉사 - 경상북도 포항시 남구 호미곶면 강사리 1066 (법화종)
- 혜광사 - 경상북도 경산시 삼북동 222 (법화종)
- 혜국사 - 경상북도 문경시 문경읍 상초리 13 (조계종)
- 홍제사 - 경상북도 봉화군 소천면 고선리 127-6 (조계종)
- 환성사 - 경상북도 경산시 하양읍 사기리 150 (조계종)
- 황령사 - 경상북도 상주시 은척면 황령리 35 (조계종)
- 흑석사 - 경상북도 영주시 이산면 석포리 1380 (조계종)
- 희방사 - 경상북도 영주시 풍기읍 수철리 313-3 (조계종)

## 같이 보기
- 한국의 사찰 목록